# Boggle CDROM
Pour les articles homonymes, voir Boggle.
Boggle CDROM est un jeu éducatif basé sur le jeu homonyme. Il est publié le 30 septembre 1997 par Hasbro Interactive, et développé par PCA, Inc. et Third-i Productions. Le jeu est publié sur Windows 95,.

## Système de jeu
Dans le Boggle classique, le joueur reçoit une sorte de grille lettrée en 4x4 dans lequel il doit trouver le plus du mot possible. Dans le jeu vidéo, il existe cinq modes de jeu, classique, BreakAway, Battle, Space, et In Your Face. Le mode classique est le même que pour le vrai Boggle. Dans le mode BreakAway, le joueur reçoit un cube lettré en 4x4x4, et doit trouver les mots pour les supprimer. Le jeu se termine lorsqu'il n'y a plus de cube, ou de mot existant. Dans le mode Battle, deux joueurs s'affrontent. Dans Space, les cubes s'élèvent jusqu'à l'écran, et le joueur doit cliquer dessus pour faire des mots.

## Accueil
Boggle est généralement bien accueilli. IGN lui attribue une note de 7,2[réf. souhaitée], et GameSpot de 7,8.